# Premiership Rugby 2001-02
La Liga de Inglaterra de Rugby 15 2001-02, más conocido como Zurich Premiership 2001-02 (por razones comerciales) fue la decimoquinta edición del torneo más importante de rugby de Inglaterra.

## Formato
El torneo se disputó en formato liga, en donde cada equipo enfrentó en condición de local y de visitante a cada uno de sus rivales, el equipo que al final del torneo consiguió más puntos, se coronó campeón.
En esta edición no hubo descenso al RFU Championship.

## Desarrollo

### Tabla de posiciones
| Pos. | Equipo             | Encuentros | Encuentros | Encuentros | Encuentros | Tantos | Tantos | Tantos | PB | PB | Puntos |
| Pos. | Equipo             | PJ         | PG         | PE         | PP         | F      | C      | Dif    | BO | BD | Puntos |
| ---- | ------------------ | ---------- | ---------- | ---------- | ---------- | ------ | ------ | ------ | -- | -- | ------ |
| 1.º  | Leicester Tigers   | 22         | 18         | 0          | 4          | 658    | 349    | +309   | 10 | 1  | 83     |
| 2.º  | Sale Sharks        | 22         | 14         | 1          | 7          | 589    | 517    | +72    | 9  | 2  | 69     |
| 3.º  | Gloucester         | 22         | 14         | 0          | 8          | 692    | 485    | +207   | 8  | 4  | 68     |
| 4.º  | London Irish       | 22         | 11         | 3          | 8          | 574    | 465    | +109   | 3  | 4  | 57     |
| 5.º  | Northampton Saints | 22         | 12         | 1          | 9          | 506    | 426    | +80    | 4  | 2  | 56     |
| 6.º  | Newcastle Falcons  | 22         | 12         | 1          | 9          | 490    | 458    | +32    | 3  | 3  | 56     |
| 7.º  | Wasps              | 22         | 12         | 0          | 10         | 519    | 507    | +12    | 3  | 3  | 54     |
| 8.º  | Bristol Bears      | 22         | 9          | 1          | 12         | 591    | 632    | -41    | 7  | 5  | 50     |
| 9.º  | Harlequins         | 22         | 5          | 3          | 14         | 434    | 507    | -73    | 5  | 4  | 35     |
| 10.º | Saracens           | 22         | 7          | 0          | 15         | 425    | 671    | -246   | 1  | 5  | 34     |
| 11.º | Bath               | 22         | 7          | 0          | 15         | 311    | 524    | -213   | 0  | 5  | 33     |
| 12.º | Leeds Tykes        | 22         | 6          | 0          | 16         | 406    | 654    | -248   | 2  | 2  | 28     |

|  | Campeón. |

| Bandera de Inglaterra    |
| Campeón Leicester Tigers |
| Sexto título             |